# 울리야놉스크주

울리야놉스크 지역명예 시민 훈장

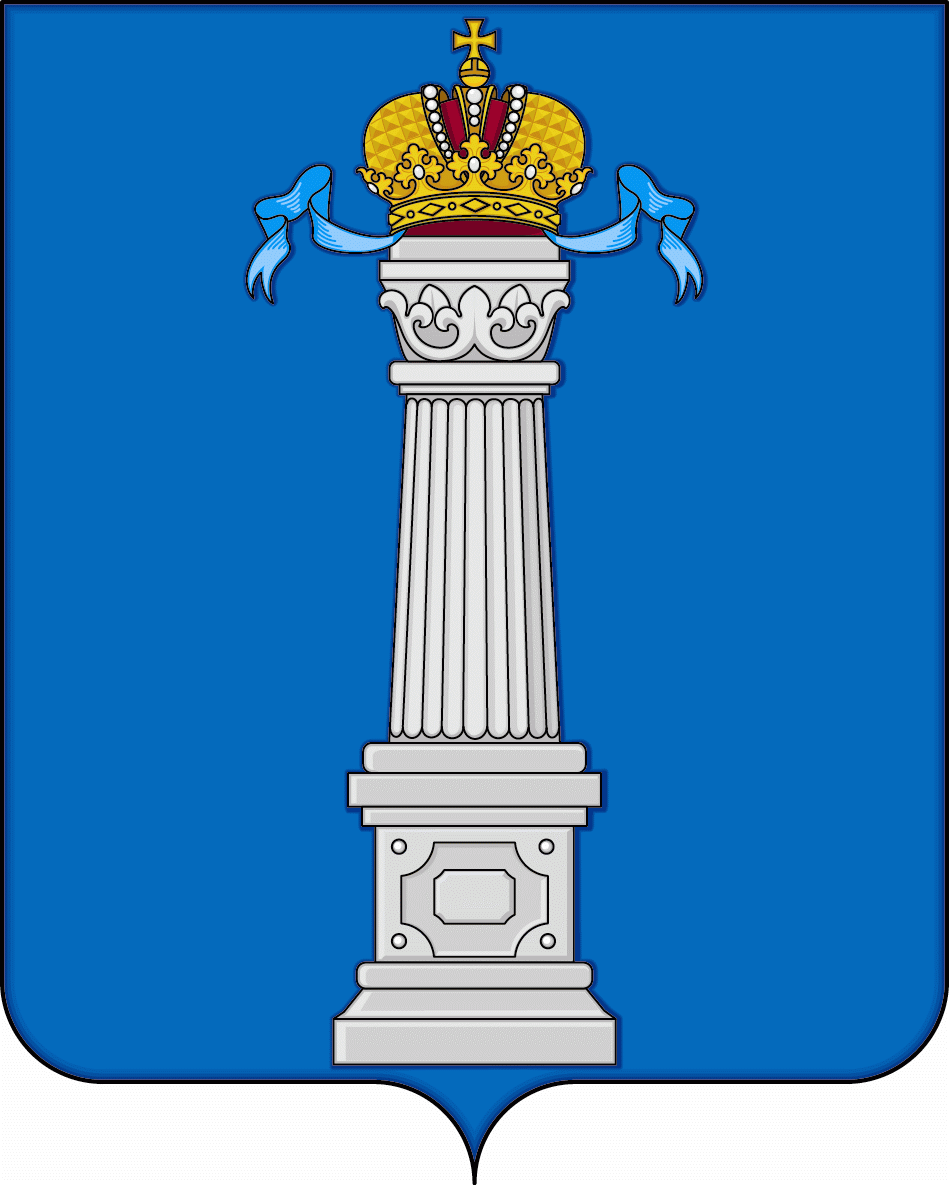
울리야놉스크주의 소형 국장

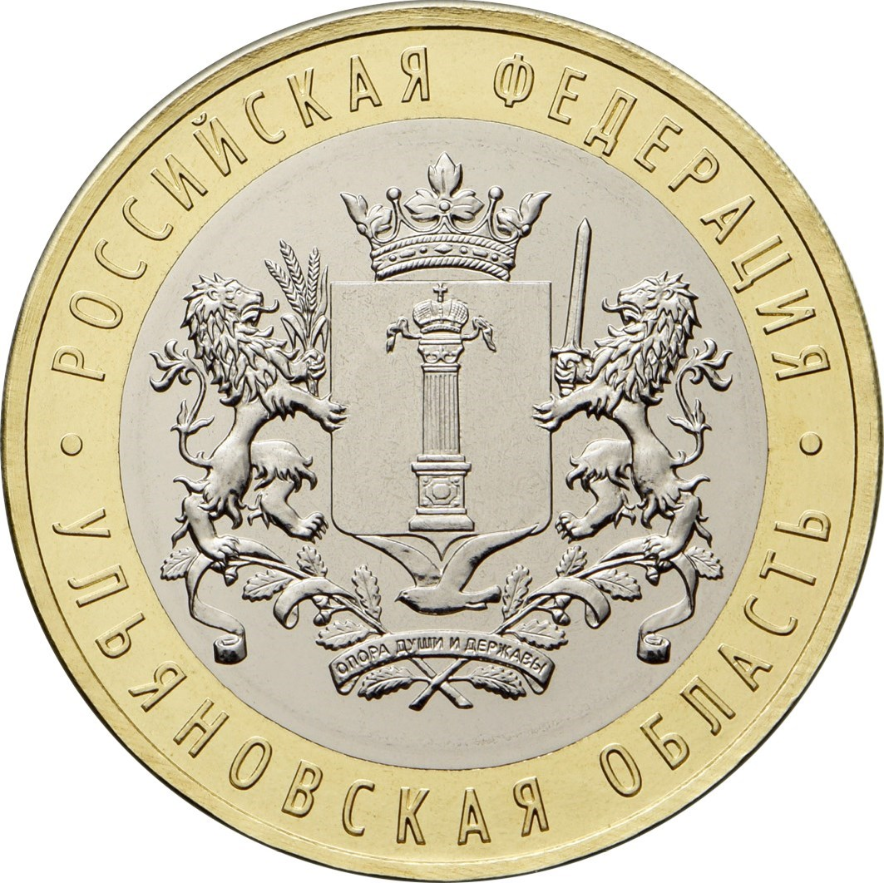
러시아 은행 동전에 그려진 울리야놉스크주의 국장 이미지 - 10 루블, 뒷면, 2017년.

울리야놉스크주(러시아어: Ульяновская область 울리야놉스카야 오블라스티[*])는 러시아의 연방주체 (주)이다. 볼가 연방관구에 위치한다. 행정중심은 도시인 울리야놉스크다. 인구는 1,292,799명이다(2010년 인구 조사).

## 지리
추바시야 공화국 (N), 타타르스탄 공화국 (NE), 사마라주 (E), 사라토프주 (S), 펜자주 (W)와 모르도비야 공화국 (NW)에 접한다.
동유럽 평원의 가장자리에 위치해 있다. 주의 25%가 삼림으로 덮여 있다. 나머지는 스텝과 초원이다. 울리야놉스크 주는 일부가 볼가강에 면해 있다. 일교차도 커서 7월 기온은 19도, 1월 기온은 -13도이다.

## 역사

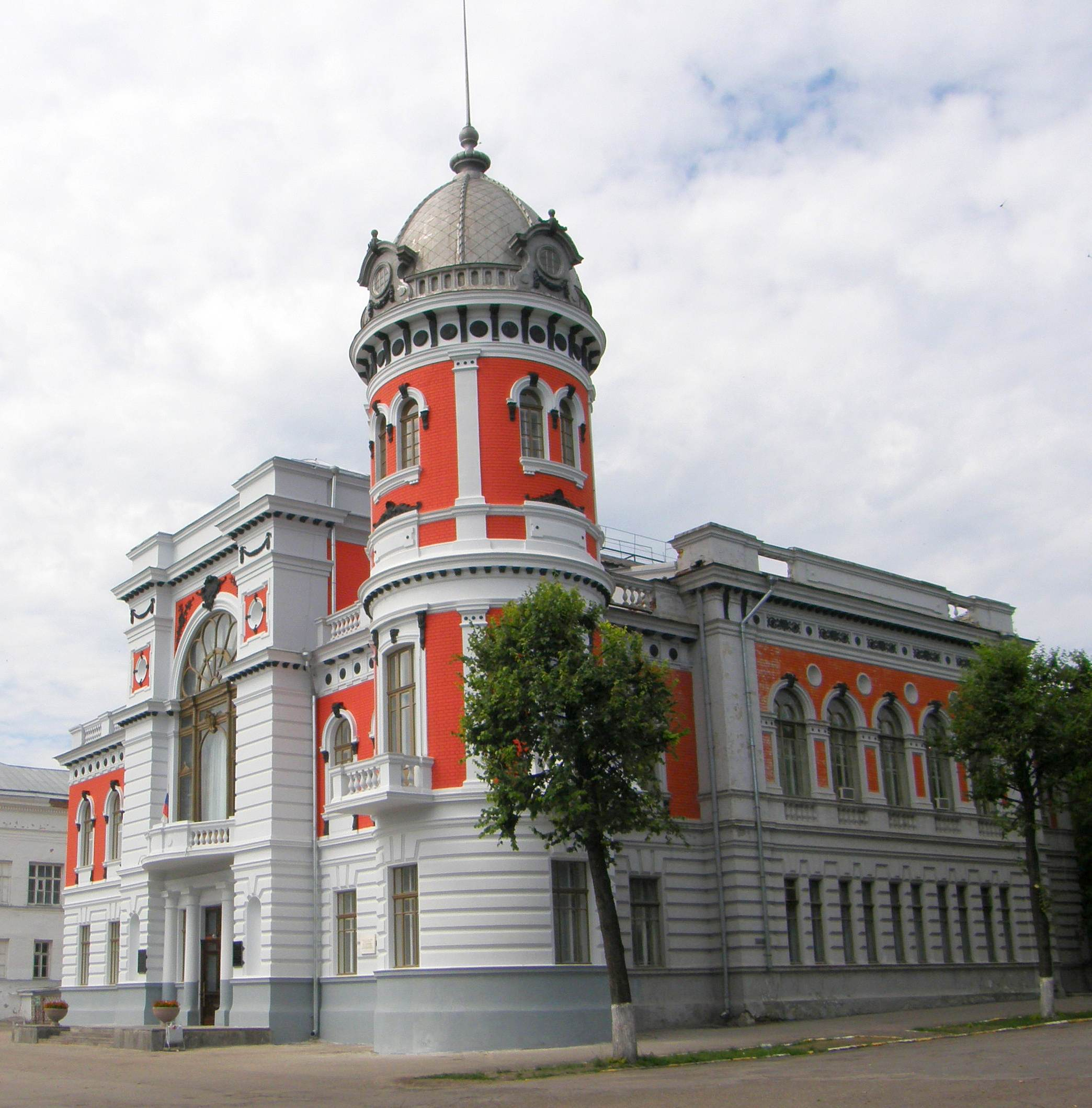
지방 역사 및 예술 박물관

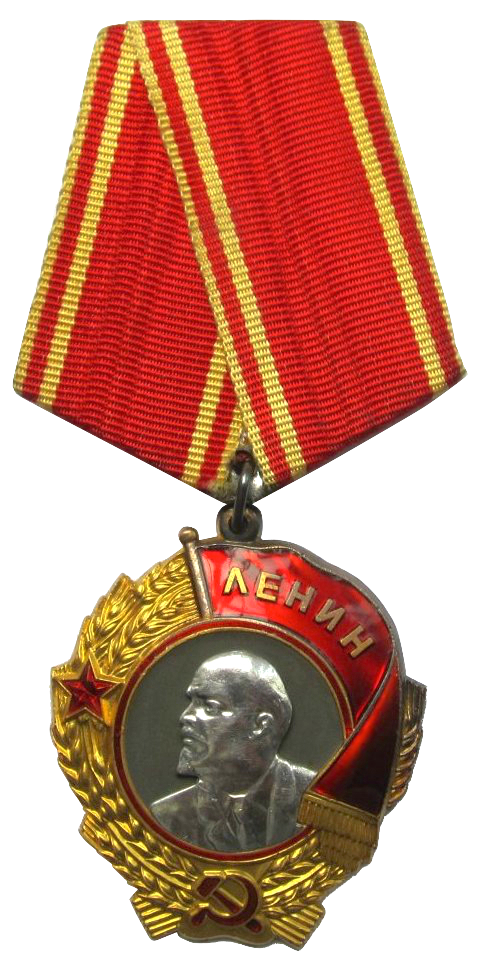
이 지역은 1966년 4월 20일에 레닌 훈장을 수여받았다.
1966년 4월 20일, 소련 최고 소비에트 상임위원회 법령 제4724-VI호에 따라 명시

고고학에 따르면 볼가 중부에서 이 지역에는 10만 년 전에 중앙 볼가인들이 최초로 정착했다. 울리야놉스크 볼가 지방에 구석기 시대 인류 집단이 존재했다는 사실은 하구에서 발견된 석기와 뼈의 위치와 다른 흔적을 보여준다. 체렘샤 퉁구즈는 볼가 강 연안의 운도리 리조트 지역에 있는 반도에 있다.
8세기와 9세기에 울리야놉스크 볼가 지역은 유목민인 튀르크족과 정착민인 핀우그리아족의 연합으로 초기 볼가강 불가리아의 일부가 되었다.
14세기 후반과 15세기 초, 중앙아시아의 파괴적인 통치자 티무르는 볼가강 유역의 울리야놉스크를 황폐화시켰다. 1430년대 후반, 이 지역은 카잔 칸국의 일부가 되었다. 그의 통치 기간 동안 영토가 평정된 후, 심비르스크에는 점차 러시아인들이 정착했고, 이들은 타타르인과 혼혈 관계 였다.
1640년대 후반, 보그단 히트로보의 지휘 아래 카르순스키-심비르스크 방어선 건설이 시작되었다(1647-1654 중 2년 간).
심비르스크는 건립 22년 후, 아타만 스테판 라진이 이끄는 코사크인의 포위 공격을 견뎌내야 했다.
18세기 러시아 제국의 영토 확장, 특히 동쪽으로의 확장과 관련하여, 현재 울리야놉스크주 영토의 인구 밀도가 높은 남부 지역이 개발되기 시작했다. 심비르스크는 전략적 군사적 중요성을 잃기 시작했지만, 여전히 지방 중심지로 남았다.

### 러시아 혁명

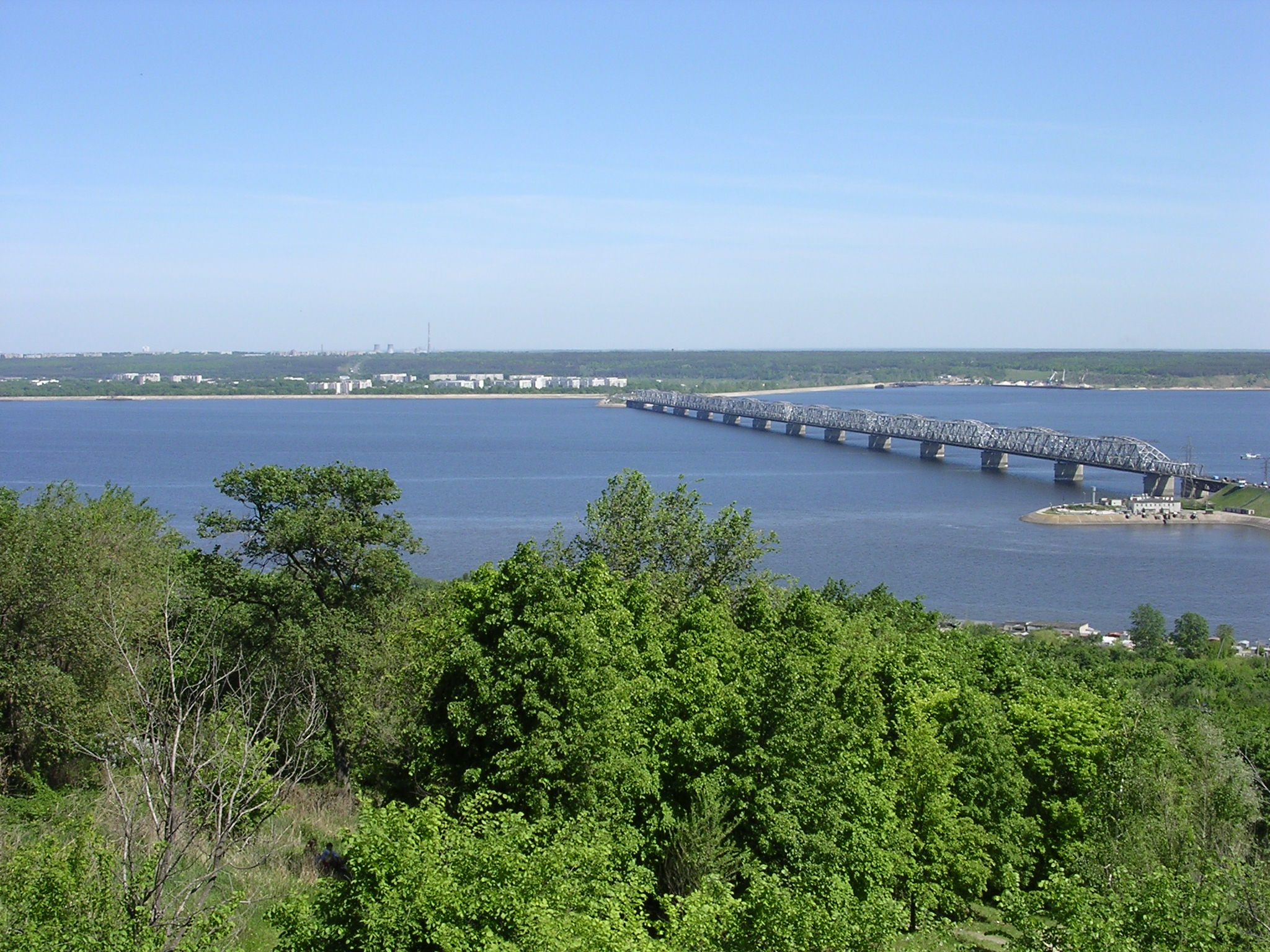
울리야놉스크의 볼가강을 가로지르는 황실 다리

볼셰비키는 10월 혁명 한 달 반 후인 1917년 12월 10일, 심비르스크에서 권력을 잡았다. 1918년, 이 지역은 러시아 내전의 중심지였다. 1918년 7월, 심비르스크는 백러시아 차르 장군 블라디미르 카펠이 이끄는 코무치군 부대에 의해 점령당했다. 그러나 9월 12일 볼셰비키가 도시를 탈환하면서 공산주의가 부활했다. 붉은 군대의 승리는 "철 사단"이 이끌었다. 심비르스크는 동부 전선 혁명 군사 위원회의 본부였다. 심비르스크의 탄약 공장은 붉은 군대의 승리를 보장하는 데 필수적이었다.
1924년, 심비르스크는 울리야놉스크로 개칭되었다. 1928년 5월 14일, RSFSR의 울리야놉스크주가 폐지되었다. 이 지역은 펜자, 사마라 및 오렌부르크와 함께 새로 형성된 볼가 중앙주의 일부가 되었다.

### 제2차 세계 대전

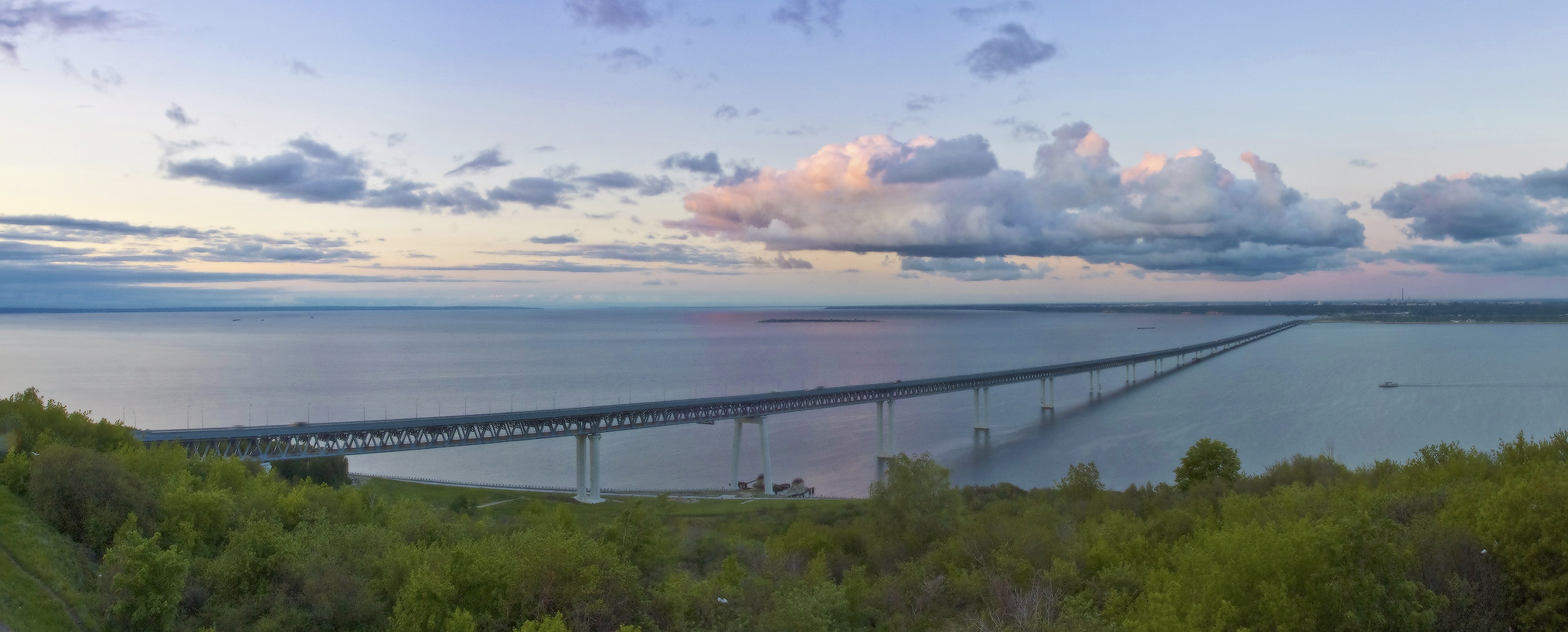
울리야놉스크의 볼가강을 가로지르는 대통령 다리

대조국전쟁 발발 이후, 후방 지역인 울리야놉스크에서는 모스크바와 레닌그라드에서 철수한 기업, 기관, 그리고 주민들이 있었다. 1943년 1월 19일, 쿠이비셰프와 펜자주의 여러 지역에서 철수하여 울리야놉스크주가 형성되었다.

### 전후 발전
1950년대와 1960년대에 이 지역에는 중장비 및 특수 기계 공장, 기계 공장, 디미트로브그라드 원자로 연구소 등 새로운 기업들이 설립되었고, 볼가 강과 울리야놉스크 공항을 가로지르는 도로 교량을 포함한 기반 시설이 건설되었다. 1970년에는 당시 소련 공산당 서기장이었던 레오니트 브레즈네프가 레닌 기념관을 개관했다.  1997년 10월 30일, 울리야놉스크는 아스트라한, 키로프, 무르만스크, 야로슬라블와 함께 러시아 정부와 자치권을 부여하는 권력 분담 협정에 서명했다. 이 협정은 2001년 12월 31일에 폐지되었다.

## 주민
55%의 주민 중 대부분이 울리야놉스크와 디미트로프그라드에 거주한다.
주민의 72%가 러시아인, 12%가 타타르인, 8%가 추바시인, 4%가 모르드바인, 0,36%가 아제르바이잔인, 0,34%이 아르메니아인과 기타이다.
| 연도                | 인구      | ±%     |
| ------------------- | --------- | ------ |
| 1897                | 1,527,848 | —      |
| 1926                | 1,384,220 | −9.4%  |
| 1959                | 1,117,359 | −19.3% |
| 1970                | 1,224,748 | +9.6%  |
| 1979                | 1,270,036 | +3.7%  |
| 1989                | 1,400,806 | +10.3% |
| 2002                | 1,382,811 | −1.3%  |
| 2010                | 1,292,799 | −6.5%  |
| 2021                | 1,196,745 | −7.4%  |
| Source: Census data |           |        |

인구: 1,196,745 (2021년 인구 조사); 1,292,799 (2010년 인구 조사); 1,382,811 (2002년 인구 조사); 1,400,806 (1989년 인구 조사).

## 행정 구역

### 군
- 바리시스키군
- 바자르노시즈간스키군
- 체르다클린스키군
- 인젠스키군
- 카르순스키군
- 쿠조바츠키군
- 마인스키군
- 멜레케스키군
- 니콜라옙스키군
- 노보말리클린스키군
- 노보스파스키군
- 파블롭스키군
- 라디솁스키군
- 센길레옙스키군
- 스타로쿨랏킨스키군
- 스타로마인스키군
- 수르스키군
- 테렌굴스키군
- 칠닌스키군
- 울리야놉스키군
- 베시카임스키군

## 자매 도시
- 베트남 응에안성[19]